# Râul Feneș, Mureș
Râul Feneș este un curs de apă, afluent al râului Mureș. 

## Hărți
- Harta județului Alba
- Harta munților Apuseni